# Danfoss Power Solutions
Danfoss Power Solutions (bis 2013 Sauer-Danfoss) ist ein Hersteller von Hydraulikausrüstung, der zu Danfoss gehört.

## Geschichte
Das Unternehmen geht auf die von Klaus Murmann gegründete Sauer Getriebe KG aus Neumünster und die Sundstrand Corporation aus Rockford (Illinois) zurück.
1987 legten Sundstrand und die Sauer Getriebe AG ihr Hydraulikgeschäft in einem Joint Venture zusammen. 1990 übernahm Sauer Getriebe dieses komplett, der Rest von Sundstrand gehört zu UTC. Im Jahr 2000 verabredete Danfoss Fluid Power eine strategische Zusammenarbeit mit der Firma Sauer-Sundstrand. 2008 übernahm Danfoss die Mehrheit der Anteile an der Sauer-Danfoss Inc., im April 2013 übernahm sie die restlichen 24,4 % der Anteile. Das Unternehmen wurde daraufhin von der Börse genommen. 2023 beschäftigt Danfoss Power Solutions am Standort Neumünster rund 850 Mitarbeiter.

## Produkte
Produkte sind hydrostatische Getriebe und Motoren, Kolbenpumpen, Ventile und elektronische Steuerungen für Trecker, Geländestapler und andere Nutzfahrzeuge.

## Standorte
- Älmhult, Schweden
- Ames, Iowa, USA
- Bielany Wrocławski, Polen
- Bologna, Italien
- Breslau, Polen
- Caxias do Sul, Brasilien
- Dubnica nad Váhom, Slowakei
- Easley, South Carolina, USA
- Freeport, Illinois, USA
- Kaiserslautern, Deutschland
- Minneapolis, Minnesota, USA
- Neumünster, Deutschland
- Nordborg, Dänemark
- Osaka, Japan
- Považská Bystrica, Slowakei
- Pune, Indien
- Reggio Emilia, Italien
- Shanghai, China
- Haiyan, China